# Château de Montanier
Le château de Montagnier est un ancien château fort, probablement du XIIIe siècle, dont les ruines se dressent dans la commune de Samoëns dans le département de la Haute-Savoie, en région Auvergne-Rhône-Alpes. Entre les XIVe et XVIe siècles, il est le siège d'une châtellenie. Depuis 1906, il est intégré dans le jardin botanique alpin La Jaÿsinia.

## Toponyme
On trouve plusieurs formes attestées pour nommer le château. Dans son article « Les anciens châteaux du Faucigny » (1929), l'érudit local Lucien Guy, de l'Académie Florimontane, tout comme l'archéologue suisse, Louis Blondel (1956), relèvent dans de nombreux actes la mention castrum Montanerii,. Le premier retient la forme moderne Montanier, que l'on trouve également sous les formes  Montagnier, Montagny,. Ces deux dernières étant celles retenues par les auteurs du Régeste genevois (1866). Le nom pourrait « [rappeler] sans doute sa situation au milieu des montagnes ».
Louis Blondel prend pour titre, dans sa classification des châteaux savoyards, la forme château de Samoëns (Castrum et Castellania Septimontii), tout comme anciennement Jean-Louis Grillet (1807).
Le château est aussi parfois qualifié, selon les auteurs, « vulgairement et improprement Tournelette » (Guy 1929),, que l'on trouve sous les formes la Tornaltaz (« tour haute » en franco-provençal), voire plus récemment la Tornalta.

## Localisation
Le château de Montagnier se situait sur un rocher nummulitique, à 200 mètres au-dessus, du développement du bourg de Samoëns,.. Le château contrôle ainsi en partie la haute-vallée du Giffre, et l'accès notamment aux cols de Joux Plane (vallée d'Aulps - Chablais), de la Golèse (Golaise) et de Cou (Couz) (Val d'Illiez - Valais) et l'accès à Sixt.
Le lieu-dit s'appelait encore « le Château » à la fin du XIXe siècle, avant son intégration au jardin botanique alpin La Jaÿsinia en 1906, créé par la fondation Cognacq-Jay.

## Historique
Le château n'est pas mentionné avant le début du XIVe siècle, mais il semble avoir été édifié dans le style du siècle précédent pour les spécialistes,. Albanis Beaumont, dans « Description des Alpes grecques et cotiennes (IV) » (1802 et 1806), émet même l'hypothèse d'une première installation castrale remontant l'époque burgonde : 

« Le bourg de Samoens est très ancien, mais l'on n'a rien de certain sur son origine ; on sait seulement que, dans le dixième siècle les barons de Faucigny venaient résider dans leur château de la Tournellette pendant l'été pour chasser aux bêtes fauves. Ce château, dont il ne reste plus que des ruines, date d'une très haute antiquité. Je le croirais même bâti du temps du premier royaume de Bourgogne par un des gouverneurs de ces souverains, car il n'existe aucun doute que les Bourguignons aient occupé cette vallée. »

Il n'est cependant pas nommé dans la liste des châteaux que le seigneur de Faucigny Pierre de Savoie et sa femme, Agnès, possèdent.
Les premières mentions du château sont plutôt tardives 1309,. Dans un acte indiquant que le château est mis en hypothèque pour la dot du mariage entre Hugues, fils d'Humbert Ier, dauphin de Viennois, et Marie, fille du comte Amédée V de Savoie. C'est vers cette période, vers 1305 ou 1309, que le château devient le centre d'une châtellenie. Jusque-là, il dépendait de Châtillon. Il semble par ailleurs que la fortification ait été réaménagée ou renforcée à cette date.
En 1339, un échange s'effectue entre Humbert de Viennois et Hugues de Genève. Le château est cédé à Hugues, avec d'autres biens, en raison de son soutien lors des guerres delphino-savoyardes. Lorsque le conflit prend fin avec les traités de 1354-1355, la châtellenie passe définitivement, avec la baronnie de Faucigny, à la maison de Savoie.
Dans le contexte des guerres de Bourgogne, opposant les Bourguignons et les Savoyards à la Confédération suisse, les Valaisans repoussent les armées savoyardes en Bas-Valais. Ils traversent ensuite les monts, passent le col de Joux Plane et descendent sur Samoëns, le 11 juin 1476. Le château est très probablement détruit lors de la prise et de l'incendie du bourg de Samoëns,,. Il ne semble pas avoir été restauré par la suite.
En 1699, la seigneurie, devenue un marquisat, est achetée par la famille Salteur de la Serraz,.
Avec l'aménagement du jardin botanique alpin La Jaÿsinia, en 1906, les ruines ont été transformées en partie en abri.

## Description
Le château s'est établi sur une motte naturelle avec une pente escarpée facile à défendre,. L'ensemble reste cependant assez sommaire.
De nos jours, il ne reste visible qu'une ancienne enceinte quasi circulaire de 75 mètres de circonférence,, qui reprend les courbes de la motte.
Les comptes de châtellenie de Samoëns, conservés aux Archives départementales de la Savoie, permettent de connaître les différents travaux effectués sur le château à partir de 1355, sur une période de 165 ans. Ils ont ainsi permis aux archéologues de reconstituer l'organisation castrale. La fortification comprenait ainsi un ou deux corps de logis, « une petite et une grande prison, plusieurs salles à plafond lambrissé, une grande pièce dite la Chambre (aula), des escaliers en bois ». 
L'entrée principale se trouvait à l'est. À l'ouest, se trouvait une ouverture, dite « l'archière ». L'édifice possédait une tour de 3 mètres par 4,.

## Châtellenie de Samoëns

### Organisation
Le château de Montanier est le centre d'une châtellenie, dite aussi mandement, en Faucigny,, mise en place dès 1305, ou 1309. Le Faucigny serait organisée autour de neuf châtellenies à la fin du XIIe siècle dont Samoëns occupait le 7e rang dans l'ordre de préséance, selon l'ancien inventaire des titres du Faucigny (1431), cité notamment par le chanoine Jean-Louis Grillet,.
Durant la période delphinale, le Faucigny serait organisé (à partir de 1342-1343) autour de quinze châtellenies, dont Montanier.
Le territoire de la châtellenie comprend Morillon et ses trois hameaux (le Vernet, Honora et les Miaux), situés à l'ouest sur la rive gauche du Giffre et en aval du bourg de Samoëns, le village de Vallon, dans une plaine située au sud-est
| Commune  | Nom                     | Type         |
| -------- | ----------------------- | ------------ |
| Morillon | Le Châtelard            | châtelet     |
| Samoëns  | Château de Samöens      | château      |
| Samoëns  | Maison forte de Lucinge | maison forte |
| Samoëns  | Maison forte de Vallon  | maison forte |

Au XVIIe siècle, les armes du mandement se blasonnaient ainsi : trois paux de gueules sur or avec un pin.

### Châtelains
Le châtelain est un « [officier], nommé pour une durée définie, révocable et amovible »,. Il est chargé de la gestion de la châtellenie, il perçoit les revenus fiscaux du domaine, et il s'occupe de l'entretien du château. Le châtelain est parfois aidé par un receveur des comptes, qui rédige « au net [...] le rapport annuellement rendu par le châtelain ou son lieutenant ».

### Fonds d'archives
- Série : Comptes des châtellenies (1310-1530). Fonds : Comptes des châtellenies, des subsides, des revenus et des judicatures; Cote : SA 14372-14528. Chambéry : Archives départementales de la Savoie (présentation en ligne).

- Série : Comptes des châtellenies (XIIIe siècle-XVIe siècle). Fonds : Inventaire-Index des comptes de châtellenie et de subsides; Cote : SA. Chambéry : Archives départementales de la Savoie (présentation en ligne).p. 505-516, « Châtellenie de Samoëns »